# Brahim Boulami
Brahim Boulami (Safi, 20 april 1972) is een Marokkaanse voormalige  atleet, die zich heeft toegelegd op de 3000 m steeple. Hij vestigde op dit onderdeel een wereldrecord, dat drie jaar stand hield. Hij nam tweemaal deel aan de Olympische Spelen en finishte beide keren op zijn favoriete onderdeel als zevende.

## Loopbaan
Boulami trad voor de eerste maal internationaal voor het voetlicht in 1995, als deelnemer aan de wereldkampioenschappen in Göteborg. Hij kwam bij die gelegenheid op de 3000 m steeple overigens niet verder dan de halve finale. Een jaar later deed hij het op de Olympische Spelen in Atlanta al heel wat beter door niet alleen de finale te bereiken, maar daarin tevens op een zevende plaats te eindigen in 8.23,13, zo'n zestien seconden achter de Keniaanse winnaar Joseph Keter.
In de jaren die volgden profileerde Boulami zich op de grote toernooien als vaste finalist, al viel hij niet in de prijzen. Dat deed hij wel op de Middellandse Zeespelen, waarop hij in 1997 op de 3000 m steeple naar de gouden medaille snelde. Vervolgens wist hij op de Olympische Spelen in Sydney zijn prestatie van vier jaar eerder in Atlanta te evenaren. Weer werd hij op de 3000 m steeple zevende, maar ditmaal waren de atleten veel meer aan elkaar gewaagd, want Boulami gaf op winnaar Reuben Kosgei nu slechts een krappe drie seconden toe.
Dat hij wat in zijn mars had op de 3000 m steeple bewees hij het jaar erna. Op de Memorial Van Damme in Brussel kwam Brahim Boulami tot een tijd kwam van 7.55,28, waarmee hij het bestaande wereldrecord van 7.55,72 van Bernard Barmasai uit 1997 met bijna een halve seconde verbeterde.   
In 2002 werd Boulami voor twee jaar geschorst na een positieve dopingtest, kort nadat hij de Afrikaanse titel had veroverd. Hij werd betrapt op het gebruik van epo en van 28 augustus 2002 tot en met 27 augustus 2004 geschorst. Ook werd zijn op 16 augustus 2002 gelopen wereldrecord van 7.53,17 om die reden uit de boeken geschrapt.
Na zijn straf te hebben uitgezeten, kwam de Marokkaan overtuigend terug. In 2005 veroverde hij voor de tweede maal de titel op de Middellandse Zeespelen, terwijl hij op de WK in Helsinki dat jaar tot zijn meest aansprekende prestatie kwam door als vierde net buiten de medailles te blijven. In deze door Saif Saaeed Shaheen in 8.13,31 gewonnen race bleef hij onder meer veelvoudig Nederlands kampioen Simon Vroemen voor.

## Titels
- Afrikaans kampioen 3000 m steeple - 2002
- Middellandse Zeespelen kampioen 3000 m steeple - 1997, 2005

## Persoonlijke records
| Onderdeel      | Prestatie           | Datum            | Plaats   |
| -------------- | ------------------- | ---------------- | -------- |
| 3000 m         | 7.38,18             | 2 juli 2002      | Lausanne |
| 5000 m         | 13.28,06            | 1998             |          |
| 3000 m steeple | 7.55,28 (ex-WR; NR) | 24 augustus 2001 | Brussel  |

## Palmares

### 3000 m steeple
- 1995: 11e in ½ fin. WK - 8.35,42
- 1996: 7e OS - 8.23,13
- 1997: 10e WK - 8.23,34
- 1997: 7e IAAF Grand Prix finale te Fukuoka - 8.26,68
- 2000: 7e OS - 8.24,32
- 2001: 10e WK - 8.21,95
- 2001:  IAAF Grand Prix finale te Melbourne - 8.16,14
- 2002:  Afrikaanse kamp. te Radés - 8.19,51
- 2005: 4e WK - 8.15,32
- 2005: 6e IAAF Wereldatletiekfinale te Monaco - 8.14,43

Golden League-podiumplaatsen
- 2000:  3000 m steeple Golden Gala – 8.03,82
- 2000:  3000 m steeple Herculis – 8.02,90
- 2001:  3000 m steeple Herculis – 8.07,28
- 2001:  3000 m steeple Weltklasse Zürich – 7.58,50
- 2001:  3000 m steeple Memorial Van Damme – 7.55,28 (WR)
- 2002:  3000 m steeple Herculis – 7.58,09
- 2004:  3000 m steeple Memorial Van Damme – 8.02,66
- 2005:  3000 m steeple Memorial Van Damme – 8.07,48

### veldlopen
- 1997: WK te Turijn (lange afstand) - 36.40
- 1998: 6e WK te Marrakech (korte afstand) - 11.06
- 2001: 9e WK te Oostende (korte afstand) - 13.00